# مؤسسه آموزش عالی شیمی و فیزیک صنعتی شهر پاریس
موسسه آموزش عالی شیمی و فیزیک صنعتی شهر پاریس (به فرانسوی: École supérieure de physique et de chimie industrielles de la Ville de Paris) که با بیشتر نام مخفف ای‌اس‌پی‌سی‌آی پاریس (ESPCI Paris) شناخته می‌شود، یک موسسه معتبر آموزش عالی است که در سال ۱۸۸۲ در شهر پاریس تاسیس شده است. این دانشگاه اقدام به پذیرش دانشجویان در مقطع کارشناسی و کارشناسی ارشد در رشته‌های فیزیک، شیمی و زیست شناسی می‌کند. براساس رده‌بندی شانگهای در سال ۲۰۱۷، به‌عنوان برترین دانشکده مهندسی (École d'Ingénieurs) در فرانسه انتخاب شده بود.